# Rohozná (ort i Tjeckien, Pardubice, Okres Svitavy)
Rohozná är en ort i Tjeckien.   Den ligger i distriktet Okres Svitavy och regionen Pardubice, i den östra delen av landet, 150 km öster om huvudstaden Prag. Rohozná ligger 575 meter över havet och antalet invånare är 678.
Terrängen runt Rohozná är varierad, och sluttar brant österut. Runt Rohozná är det ganska glesbefolkat, med 34 invånare per kvadratkilometer. Närmaste större samhälle är Svitavy, 12,2 km norr om Rohozná. Trakten runt Rohozná består till största delen av jordbruksmark.